# Microcranaus
Microcranaus is een geslacht van hooiwagens uit de familie Cranaidae.
De wetenschappelijke naam Microcranaus is voor het eerst geldig gepubliceerd door Roewer in 1913. 

## Soorten
Microcranaus omvat de volgende 2 soorten:
- Microcranaus colombianus
- Microcranaus pustulatus